# Missões diplomáticas de Andorra

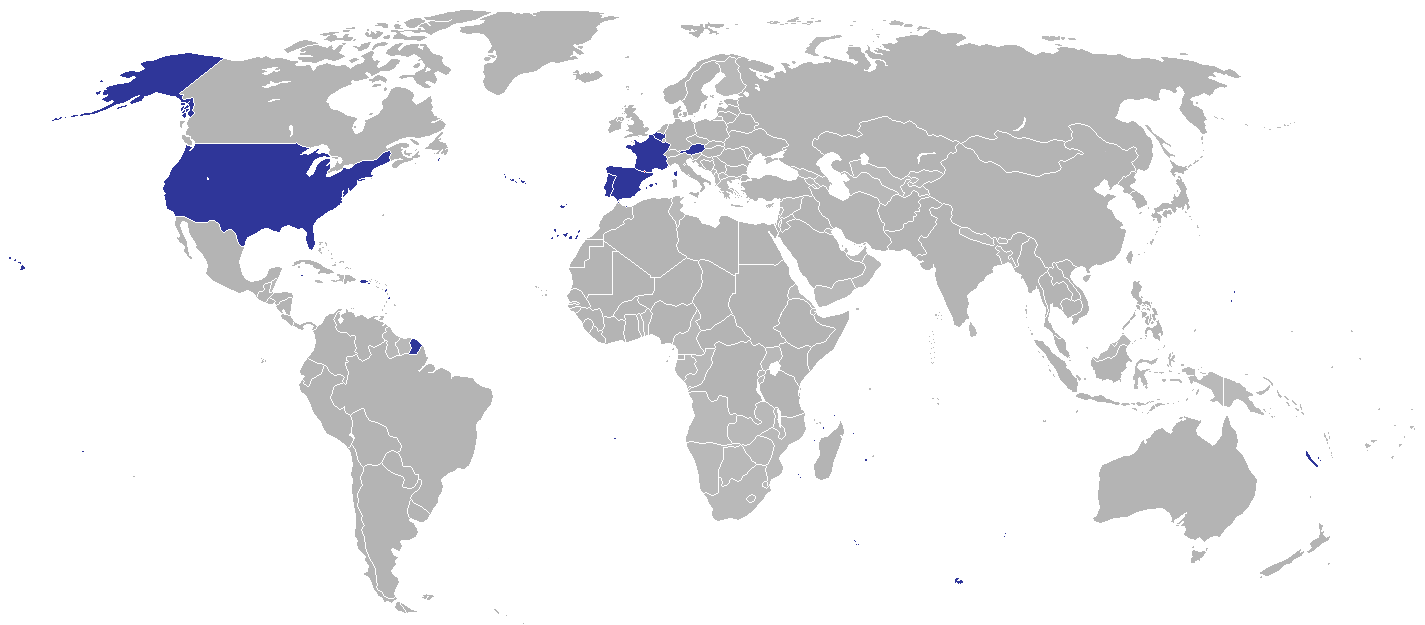
Missões diplomáticas de Andorra.

Andorra têm embaixadas nos seguintes países, e representação nas organizações internacionais listadas:

## Europa
- Áustria
  - Embaixada em Viena. Ostenta a representação do Principado junto à Áustria, Itália, San Marino e a Eslovênia,
- Bélgica
  - Embaixada em Bruxelas. Ostenta a representação do Principado junto ao Benelux, Alemanha e Polônia.
- Espanha
  - Embaixada em Madrid. Ostenta a representação do Principado junto à Espanha e Marrocos.
- França
  - Embaixada em Paris.
- Portugal
  - Embaixada em Lisboa.

## América do Norte
- Estados Unidos
  - Consulado em Nova Iorque. Ostenta a representação do Principado junto aos Estados Unidos e Canadá.

## Organizações internacionais
- Bruxelas. Missão de Andorra junto da União Europeia.
- Estrasburgo. Representação Permanente junto do Conselho da Europa.
- Genebra. Missão Permanente junto a organismos internacionais com sede em Genebra.
- Nova York. Missão Permanente junto as Nações Unidas.
- Paris. Delegação Permanente ante a Unesco e Representação ante a Organização Internacional da Francofonia.
- Roma. Missão Permanente junto a Organização das Nações Unidas para a Alimentação e a Agricultura.
- Viena. Delegação junto a OSCE.